# Round Lake (Wisconsin)
Round Lake – miasto w Stanach Zjednoczonych, w stanie Wisconsin, w hrabstwie Sawyer.